# Nicole Car

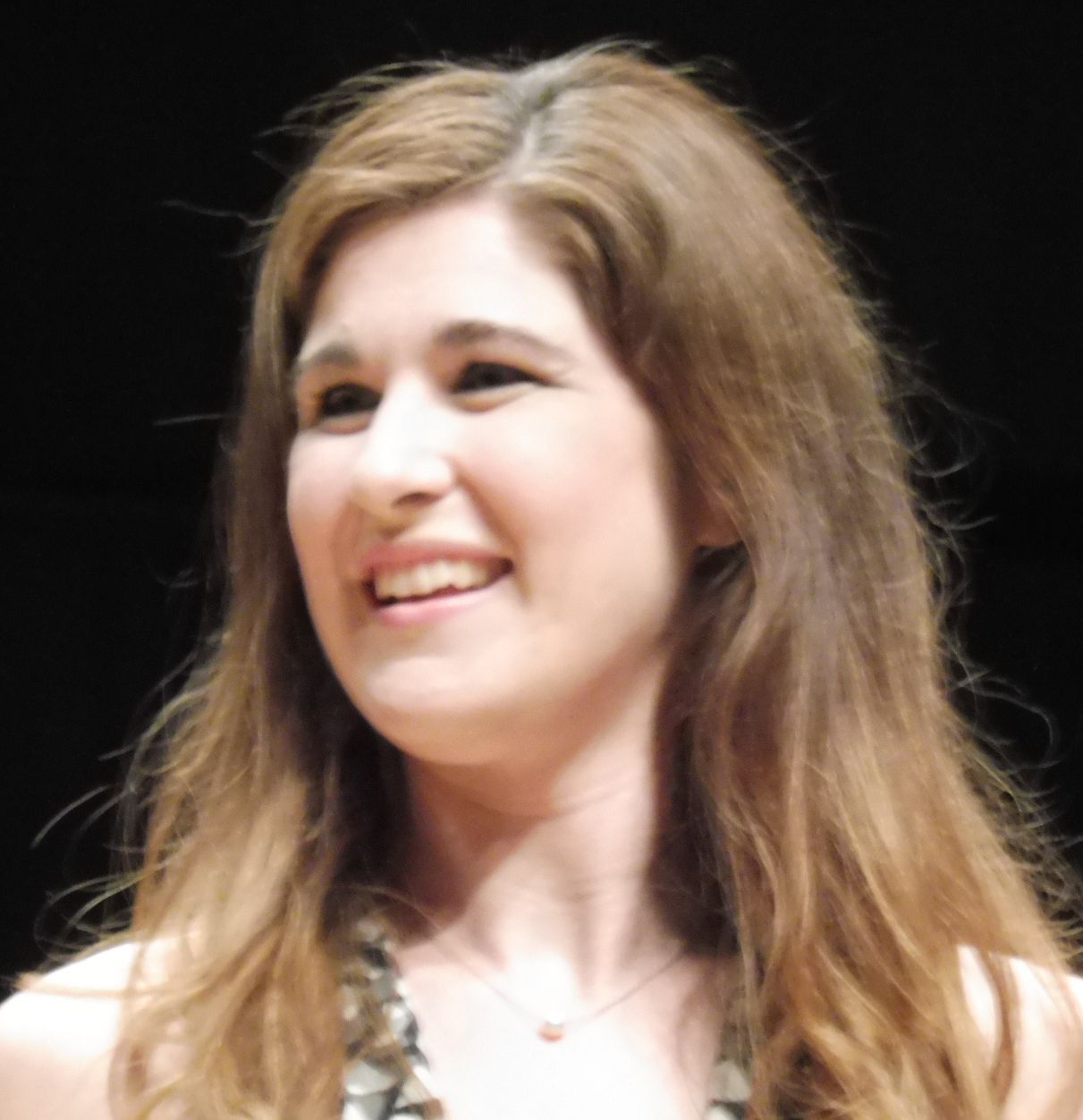
Nicole Car, 2018

Nicole Car (* 1985) ist eine australische Opernsängerin aus Melbourne.

## Biografie
Nicole Car wuchs in Essendon, einem Stadtteil von Melbourne auf. An der High School belegte sie Jazzgesang, bevor sie ihre Vorliebe für die klassische Musik entdeckte. Am Victorian College of the Arts der Universität Melbourne studierte sie klassischen Gesang. 2007 gewann sie den Herald-Sun-Aria-Wettbewerb und hatte an der Victorian Opera in Melbourne zwei Jahre später ihr Debüt als Donna Anna in Don Giovanni. 2010 wurde sie in Sydney in das Förderprogramm der Opera Australia aufgenommen. 2011 sang sie am Sydney Opera House die Rolle der Micaëla in Carmen und war anschließend in einer Vielzahl von Rollen an der Opera Australia, der West Australian Opera und der Victorian Opera in Melbourne zu hören.
2013 erzielte sie den ersten Platz beim Internationalen Gesangswettbewerb Neue Stimmen in Gütersloh. Es folgten international Engagements. So gastierte sie in der Saison 2014/15 an der Dallas Opera als Gräfin Almaviva in Le nozze di Figaro. Anschließend sang sie Tatjana in Eugen Onegin an der Deutschen Oper Berlin, wo sie außerdem unter anderem als Fiordiligi in Così fan tutte, als Marguerite in Faust, in einem Verdi-Konzert sowie 2019 in Götz Friedrichs Inszenierung von Eugen Onegin zu erleben war.
Im Jahr 2015 debütierte sie als Micaëla (Carmen) am Londoner Royal Opera House, wo sie später auch als Tatjana (Eugen Onegin)  und als Mimì (La Bohème) auftrat. An der Pariser Oper interpretierte Car bisher Tatjana, Mimì, Micaela sowie Donna Elvira in einer Neuinszenierung von Don Giovanni, die in vielen Ländern im Kino übertragen wurde. 2018 trat sie erstmals an der New Yorker Metropolitan Opera als Mimì auf und übernahm dort später auch die Rolle der Fiordiligi in Così fan tutte.
Des Weiteren gastierte sie unter anderem an der Wiener Staatsoper (Debüt 2020 in Eugen Onegin), der Dresdner Semperoper, der Bayerischen Staatsoper, der Staatsoper Stuttgart, der Opéra de Montréal, der Opéra Bastille und am Théâtre des Champs-Élysées.
Ihre erste CD The Kiss mit Opernarien von unter anderem Verdi, Puccini, Bizet, Tschaikowski und Gounod unter der musikalischen Leitung von Andrea Molino erschien 2016 und konnte sich in den australischen Charts platzieren.

## Privates
Nicole Car ist mit dem kanadischen Bariton Étienne Dupuis verheiratet.

## Repertoire (Auswahl)
- Bellini: Adalgisa in Norma
- Bizet: Micaëla in Carmen, Leila in Les pêcheurs de perles
- Britten: Ellen Orford in Peter Grimes
- Gounod: Marguerite in Faust
- Lehár: Valencienne in Die lustige Witwe
- Massenet: Titelrolle in Thaïs
- Mozart: Fiordiligi  in Così fan tutte, Gräfin Almaviva in Figaros Hochzeit, Donna Anna und Donna Elvira in Don Giovanni, Pamina in Die Zauberflöte
- Puccini: Mimì in La Bohème, Kate Pinkerton in Madama Butterfly
- Tschaikowski: Tatjana in Eugen Onegin
- Verdi: Violetta in La traviata, Elisabetta di Valois in Don Carlos, Titelrolle in Luisa Miller (wofür sie ihren ersten Helpmann Award in Australien gewann);

## Diskografie
- Ein deutsches Requiem. Nicole Car, Teddy Tahu Rhodes, Melbourne Symphony Orchestra, Dirigent: Johannes Fritzsch (ABC Classics; 2012)
- Rule Britannia! mit dem Tasmanian Symphony Orchestra (ABC Classics; 2012)
- Carmen. Nicole Car als Micaëla mit u. a. Dmytro Popov,  Andrew Jones
- La Bohème. Nicole Car als Mimì, Australian Opera and Ballet Orchestra, Dirigent: Brian Castles-Onion, Opera Australia (EPC Distribution; 2013)
- The Kiss. Opernarien. Mit dem Australian Opera and Ballet Orchestra, Dirigent: Andrea Molino (ABC Classics; 2016)
- Heroines. Mit dem Australian Chamber Orchestra, Dirigent: Richard Tognetti (ABC Music; 2018)

## Filmografie
- Madama Butterfly. Nicole Car als Kate Pinkerton mit u. a. James Egglestone, Hiromi Omura, Sian Pendri, Orchestra Victoria, Dirigent: Giovanni Reggioli, Opera Australia (EPC Distribution; 2012)
- Carmen. Nicole Car als Micaëla mit u. a. Dmytro Popov,  Andrew Jones, Australian Opera and Ballet Orchestra, Dirigent: Brian Castles-Onion, Opera Australia, (EPC Distribution; 2013)
- La Bohème. Nicole Car als Mimì mit u. a. Michael Fabiano, Simona Mihai, Luca Tittoto, Florian Sempey, Chor und Orchester des Royal Opera House, Dirigent: Antonio Pappano, Royal Opera House, (Opus Arte; 2017)